# Rábapatona
Rábapatona is een plaats (község) en gemeente in het Hongaarse comitaat Győr-Moson-Sopron. Rábapatona telt 2502 inwoners (2001).